# The Ladder
The Ladder – szesnasty album studyjny grupy Yes, wydany w 1999 roku.

## Lista utworów
Wszystkie utwory: Jon Anderson/Steve Howe/Igor Khoroshev/Billy Sherwood/Chris Squire/Alan White
1. "Homeworld" – 9:32
2. "It Will Be a Good Day (The River)" – 4:54
3. "Lightning Strikes" – 4:35
4. "Can I?" – 1:32
5. "Face to Face" – 5:02
6. "If Only You Knew" – 5:43
7. "To Be Alive (Hep Yadda)" – 5:07
8. "Finally" – 6:02
9. "The Messenger" – 5:13
10. "New Language" – 9:19
11. "Nine Voices (Longwalker)" – 3:21

## Skład
- Jon Anderson – wokal
- Chris Squire – bas, wokal
- Steve Howe – gitary, wokal
- Igor Khoroshev – instrumenty klawiszowe
- Billy Sherwood – gitary, instrumenty klawiszowe
- Alan White – perkusja